# Hypertrophie clitoridienne
 Mise en garde médicale
L'hypertrophie clitoridienne ou clitoromégalie ou macroclitoris est une augmentation anormale de la taille du clitoris le plus souvent congénitale, parfois acquise. 
Elle peut être obtenue de façon délibérée, par exemple une modification corporelle par l'utilisation de stéroïdes anabolisants, y compris la testostérone,,,. Cela peut se produire dans le cadre d'une transition de genre.
La clitoromégalie est à distinguer de l'élargissement normal du clitoris observé lors de l'excitation sexuelle.

## Définition
Dans l'Atlas of Human Sex Anatomy (1949) de Robert Latou Dickinson, le clitoris typique est défini comme ayant une mesure transversale de 3 à 4 mm et une mesure longitudinale de 4 à 5 mm. D'autre part, dans la littérature médicale en obstétrique et gynécologie, une définition fréquente de la clitorimégalie est lorsqu'il existe un index clitoridien (produit des mesures longitudinales et transversales) supérieur à 35 mm2, soit presque deux fois la taille indiquée ci-dessus pour un clitoris de taille moyenne[réf. nécessaire].
Le degré d'ambiguïté génitale est communément mesuré par la classification de Prader qui va, par ordre croissant de masculinisation, de 1 : organes génitaux externes féminins avec clitoromégalie à 5 : pseudo-phallus ressemblant à des organes génitaux externes masculins normaux.

## Causes

### Congénitales
- Hyperplasie congénitale des surrénales : la glande surrénale du fœtus féminin produit des androgènes supplémentaires et le nouveau-né a des organes génitaux ambigus qui ne sont pas clairement masculins ou féminins. Chez les femmes enceintes ayant reçu de la noréthistérone pendant la grossesse, une masculinisation du fœtus se produit, entraînant une hypertrophie du clitoris[7] ; Cependant, cela est rarement observé au début du XXIe siècle en raison de l'utilisation de progestatifs plus sûrs.
- Syndrome de Fraser (en), une maladie génétique autosomique récessive[8].

### Acquises
- syndrome des ovaires polykystiques (SOPK)[9]
- Hyperthécose (en).
- Pathologies affectant les ovaires et d'autres glandes endocrines : arrhénoblastome (en) et tumeurs neurofibromatosiques[10].
- kystes clitoridiens[11].

Les culturistes et les athlètes féminines qui utilisent des androgènes, principalement pour améliorer la croissance musculaire, la force et l'apparence, peuvent également ressentir un élargissement clairement évident du clitoris et une augmentation de la libido,. Les femmes qui utilisent de la testostérone pour des raisons thérapeutiques (traiter une faible libido, prévenir l'ostéoporose, dans le cadre d'un régime antidépresseur, etc.) peuvent présenter une certaine hypertrophie du clitoris, bien que les doses justifiées pour ces conditions soient beaucoup plus faibles.

## Préoccupations en matière de droits de l'homme
La réduction chirurgicale précoce de la clitoromégalie par clitoridectomie totale ou partielle est controversée, et les personnes intersexuées exposées à un tel traitement ont évoqué leur perte de sensation physique et leur perte d'autonomie,. Ces dernières années[Quand ?], les institutions des droits de l’homme ont critiqué la prise en charge chirurgicale précoce de ces caractéristiques,.
En 2013, il a été révélé dans une revue médicale que quatre athlètes féminines d'élite anonymes de pays en développement devaient subir des gonadectomies et des clitoridectomies partielles si elles voulaient continuer à concourir après que des tests de testostérone ont révélé qu'elles étaient intersexuées. En avril 2016, le rapporteur spécial des Nations Unies sur la santé, Dainius Pūras, a condamné ce traitement comme une forme de mutilation génitale féminine « en l'absence de symptômes ou de problèmes de santé justifiant ces procédures ».